# Yardena Arazi
Yardena Arazi, född 25 september 1951 är en israelisk sångerska.
Hon representerade Israel i Eurovision Song Contest 1976 (6:a) och 1988 (7:a). Hon var även programledare för programmet 1979.

## Diskografi i urval
- You're my land (1984)
- Drishat Shalom (1985)